# Protocol Adaptation Layer
Protocol Adaptation Layer (PAL) (kurz PAL) ist ein Begriff aus der Informatik.
Es ist ein Netzwerkprotokoll für FireWire über IEEE 802.15.3, den Standard für  Wireless Personal Area Network (WPAN). 
Basierend auf der Ultrabreitband-Technologie wird mit mehr als 20 Mbit/s Übertragungsrate gearbeitet.